# Bampsia symoensiana
Bampsia symoensiana är en flenörtsväxtart som beskrevs av S. Lisowski och R. Mielcarek. Bampsia symoensiana ingår i släktet Bampsia och familjen flenörtsväxter. Inga underarter finns listade i Catalogue of Life.